# Znamenskoïe-Raïok
Le château de Znamenskoïe-Raïok (Знаменское-Раëк) est un château néoclassique russe particulièrement remarquable, car il consiste en un grand corps de logis rectangulaire flanqué d'une longue colonnade formant un ovale fermé rythmé de pavillons.
Il se situe dans le village du même nom dans l'oblast de Tver, à mi-distance de Tver et de Torjok, près de Marino.

## Histoire

Vue d'une des colonnades de côté

Les premières mentions du domaine datent de 1766, lorsqu'à côté de l'église de bois du village, le général-en-chef Ivan Fiodorovitch Glebov (1734-1799), ancien gouverneur-général de Kiev, fait construire une nouvelle église de pierre dédiée à Notre-Dame du Signe (Znamenka en russe). La première épouse du général est la princesse Alexandra Ivanovna Dachkova, dont la famille est proche de Catherine II, son frère étant l'époux de la célèbre Catherine Dachkova (princesse Dachkoff dans le français de l'époque), amie de Diderot et de Voltaire et auteur de Mémoires en français. La seconde épouse du général est Élisabeth Petrovna Strechneva (1751-1837), issue d'une lignée de boyards. 
La construction du nouveau château, à côté de l'église sur la hauteur, commence en 1781 et se termine en juillet 1787. Il fait appel à l'architecte Nikolaï Lvov (1751-1803). Le propriétaire, familier de la cour, voulait un château qui fasse honneur à ses hôtes, dont faisait partie en premier lieu la famille impériale qui s'y arrêtait sur la route de Saint-Pétersbourg à Moscou. Vingt-quatre médaillons des souverains russes décoraient la grande salle-à-manger. Plus tard la propriétaire du château est la princesse Varvara Fiodorovna Giedroyc, nièce de Pierre Fiodorovitch Glebov-Strechnev (1772-1807), née von Brevern. 

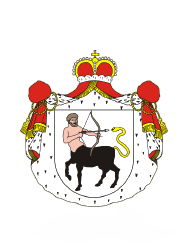
Blason des princes Giedroyc

Ses descendants vendent le château en 1888 à la princesse Alexandra Sergueïevna Doubassova, épouse du futur amiral Fiodor Vassilievitch Doubassov (1845-1912) qui sera gouverneur-général de Moscou en 1905-1906 et victime d'une tentative d'assassinat socialiste-révolutionnaire.
Le château est nationalisé après la Révolution d'Octobre et sert de maison de repos et de vacances aux travailleurs, et d'hôpital militaire pendant la Grande Guerre patriotique de 1941-1945.
Le château a été récemment acquis par une compagnie privée pour le restaurer et en faire un hôtel dans le futur.

## Architecture
Le corps de logis rectangulaire est orné au milieu de sa façade d'un portique tétrastyle dorique soutenant un fronton à la grecque et ouvrant sur un escalier donnant sur la cour d'honneur ovale et fermée d'une colonnade rythmée de quatre pavillons à fronton grec et surmontés d'une coupole. Le château lui-même est dominé par un belvédère à coupole dont le tambour est orné de fenêtres en hémicycle. Un portail à colonnes, en forme d'arc de triomphe, fait face au château et mène à une longue allée d'honneur.
Le parc à l'anglaise est agrémenté d'étangs avec une cascade, de ponts et d'allées menant à la rivière Logovej.